# فيلا ريال دي سان أنطونيو
فيلا ريال دي سانتو أنطونيو هي مدينة من مدن البرتغال. يبلغ عدد سكانها 19,156 نسمة وذلك حسب إحصائيات سنة 2011.

## أعلام
- خوسيه ريتا
- مانويل خوسيه
- أمارو أنتونز
- لوتجاردا غيمارايس دي كايرس
- ماريو دا روزا

## وصلات خارجية
- الموقع الرسمي